# USS Cogswell (DD-651)
USS Cogswell (DD-651) là một tàu khu trục lớp Fletcher được Hải quân Hoa Kỳ chế tạo trong Chiến tranh Thế giới thứ hai. Nó là chiếc tàu chiến duy nhất của Hải quân Mỹ mang cái tên này, được đặt theo cả Chuẩn đô đốc James Kelsey Cogswell (1847-1908), người tham gia cuộc Chiến tranh Tây Ban Nha-Hoa Kỳ, lẫn con ông, Đại tá Hải quân Francis Cogswell (1887-1939), người phục vụ trong cuộc Chiến tranh Thế giới thứ nhất. Nó hoạt động cho đến hết Thế Chiến II, ngừng hoạt động một thời gian rồi tiếp tục phục vụ cho năm 1969. Con tàu được chuyển cho Thổ Nhĩ Kỳ và hoạt động như là chiếc TCG İzmit (D 342)  cho đến năm 1980. Cogswell được tặng thưởng chín Ngôi sao Chiến trận do thành tích phục vụ trong Thế Chiến II.

## Thiết kế và chế tạo
Cogswell được đặt lườn tại xưởng tàu của hãng Bath Iron Works ở Bath, Maine vào ngày 1 tháng 2 năm 1943. Nó được hạ thủy vào ngày 5 tháng 6 năm 1943; được đồng đỡ đầu bởi bà D. C. Bingham, con gái Chuẩn đô đốc Cogswell, và bà Francis Cogswell, vợ góa Đại tá Cogswell; và nhập biên chế vào ngày 17 tháng 8 năm 1943 dưới quyền chỉ huy của Hạm trưởng, Trung tá Hải quân H. T. Deutermann.

## Lịch sử hoạt động

### Thế Chiến II
Cogswell đi đến Trân Châu Cảng vào ngày 9 tháng 12 năm 1943 để huấn luyện, rồi gia nhập thành phần hộ tống cho Lực lượng Đặc nhiệm 58, lực lượng tàu sân bay nhanh trực thuộc Đệ Ngũ hạm đội, để tham gia các hoạt động tại quần đảo Marshall từ ngày 16 tháng 1 đến ngày 12 tháng 2 năm 1944, tham gia bắn phá đảo Gugewe trước khi quay trở về Majuro. Chiếc tàu khu trục tiếp tục làm nhiệm vụ hộ tống khi các tàu sân bay tiến hành Chiến dịch Hailstone, cuộc không kích xuống Truk vào các ngày 16-17 tháng 2, và xuống các căn cứ đối phương tại quần đảo Mariana vào các ngày 21-22 tháng 2. Nó rời Majuro để đi Espiritu Santo nhằm hỗ trợ các tàu sân bay bảo vệ cho cuộc đổ bộ lên Emirau từ ngày 20 đến ngày 25 tháng 3, rồi bắn phá Palau, Yap và Woleai từ ngày 30 tháng 3 đến ngày 1 tháng 4.
Cogswell quay trở lại Majuro vào ngày 6 tháng 4, rồi lên đường một tuần sau đó để tham gia cuộc đổ bộ lên Hollandia từ ngày 21 đến ngày 24 tháng 4, và các cuộc không kích xuống Truk, Satawan và Ponape vào cuối tháng đó. Sau khi được tiếp liệu và nghỉ ngơi tại Majuro từ ngày 4 tháng 5 đến ngày 6 tháng 6, nó được phân công hộ tống các tàu sân bay trong các cuộc đổ bộ tại quần đảo Mariana. Chiếc tàu khu trục được tạm thời cho tách ra vào ngày 16 tháng 6 để bắn phá Guam, rồi gia nhập trở lại lực lượng khi diễn ra Trận chiến biển Philippine vào các ngày 19 và 20 tháng 6. Nó tiếp tục hộ tống các tàu sân bay trong các đợt không kích xuống Palau, Ulithi, Yap, Iwo Jima và Chichi Jima từ ngày 25 tháng 7 đến ngày 5 tháng 8, nơi nó tham gia một cuộc đấu pháo đánh chìm nhiều tàu thuộc một đoàn tàu vận tải Nhật Bản, mà trước đó đã bị máy bay từ tàu sân bay tấn công. Con tàu được tiếp liệu và nghỉ ngơi tại Eniwetok từ ngày 11 đến ngày 30 tháng 8.

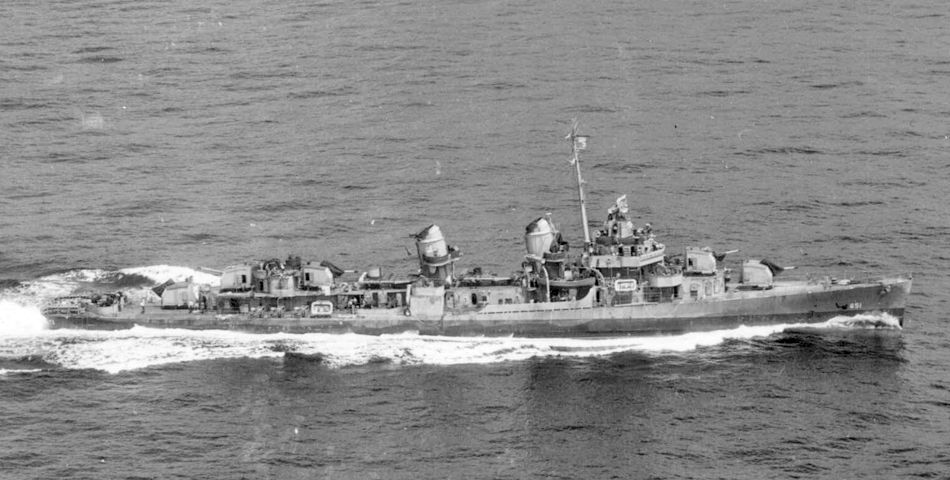
USS Cogswell trên đường đi, 1945.

Trong lượt hoạt động tiếp theo từ ngày 30 tháng 8 đến ngày 27 tháng 9, Cogswell hộ tống các tàu sân bay trong các đợt không kích xuống Palau và Philippines trong hoạt động chiếm đóng Peleliu. Vào ngày 6 tháng 10, nó khởi hành từ Ulithi để không kích lên Okinawa và Đài Loan nhằm chuẩn bị cho cuộc đổ bộ lên Leyte, và đã hoạt động phòng không bảo vệ cho lực lượng trong các cuộc không chiến tại Đài Loan từ ngày 12 đến ngày 14 tháng 10. Sau khi hộ tống cho các tàu tuần dương Canberra (CA-70) và Houston (CL-81) bị hư hại do trúng ngư lôi phóng từ máy bay rút lui an toàn, nó gia nhập trở lại lực lượng đặc nhiệm cho các cuộc không kích xuống Luzon và Visayas, rồi hộ tống chúng trong Trận chiến eo biển Surigao, một phần của trận Hải chiến vịnh Leyte mang tính quyết định.
Cogswell quay trở về Ulithi vào ngày 30 tháng 10, để rồi lại lên đường hai ngày sau đó quay trở lại Philippines. Sau khi Reno (CL-96) bị hư hại bởi ngư lôi phóng từ tàu ngầm đối phương, nó hộ tống cho chiếc tàu tuần dương hạng nhẹ rút lui về Ulithi an toàn trước khi quay trở lại. Nó tiếp tục bảo vệ cho các cuộc không kích lên Luzon, đổ bộ lên Mindoro, và các cuộc không kích xuống Đài Loan và bờ biển Trung Quốc nhằm vô hiệu hóa các căn cứ không quân Nhật Bản tại đây, một bước chuẩn bị cho cuộc đổ bộ lên vịnh Lingayen. Nó lại đảm nhiệm việc hộ tống tàu sân bay Ticonderoga (CV-14), vốn bị hư hại do không kích, rút lui về Ulithi vào ngày 24 tháng 1 năm 1945, rồi lên đường đi về vùng bờ Tây để đại tu.
Cogswell hộ tống một đoàn tàu vận tải vượt Thái Bình Dương, đi đến ngoài khơi Okinawa vào ngày 27 tháng 5, rồi đảm nhiệm vai trò cột mốc radar canh phòng đầy nguy hiểm cho đến ngày 26 tháng 6. Nó gia nhập Lực lượng Đặc nhiệm 38 ba ngày sau đó cho những đợt không kích cuối cùng xuống các đảo chính quốc Nhật Bản cho đến khi Nhật Bản đầu hàng kết thúc cuộc xung đột. Đi đến Sagami Wan vào ngày 27 tháng 8, nó tiến vào vịnh Tokyo vào ngày 2 tháng 9, chứng kiến nghi lễ ký kết đầu hàng chính thức bên trên thiết giáp hạm Missouri (BB-63). Con tàu tiếp tục hỗ trợ các hoạt động chiếm đóng tại vùng biển Nhật Bản và Viễn Đông, hộ tống tàu bè tại các cảng Triều Tiên cho đến ngày 5 tháng 12, khi nó khởi hành từ Yokosuka, Nhật Bản để quay trở về nhà, đi ngang qua San Diego, Boston và về đến Charleston, South Carolina, nơi nó được cho xuất biên chế và đưa về hạm đội dự bị vào ngày 30 tháng 4 năm 1946.

### Chiến tranh Lạnh và Chiến tranh Việt Nam
Cogswell nhập biên chế trở lại vào ngày 7 tháng 1 năm 1951 và phục vụ cùng Hạm đội Đại Tây Dương, đặt cảng nhà tại Newport, Rhode Island. Từ ngày 26 tháng 8 năm 1952 đến tháng 2 năm 1953, con tàu đã viếng thăm các cảng tại Châu Âu khi tham gia các hoạt động tập trận của Khối NATO, và làm nhiệm vụ cùng Đệ Lục hạm đội tại Địa Trung Hải. Nó lại rời Newport vào ngày 10 tháng 8 năm 1953, băng qua kênh đào Panama để làm nhiệm vụ tại Triều Tiên và tham gia tuần tra tại eo biển Đài Loan. Con tàu tiếp tục hướng sang phía Tây, băng qua kênh đào Suez, và hoàn tất chuyến đi vòng quanh thế giới vào ngày 10 tháng 3 năm 1954.
Vào ngày 15 tháng 12 năm 1954, Cogswell đi đến San Diego để gia nhập Hạm đội Thái Bình Dương, rồi từ đó cho đến năm 1963, nó luân phiên các lượt phục vụ cùng Đệ Thất hạm đội tại Viễn Đông với các hoạt động thường lệ tại vùng bờ Tây Hoa Kỳ. Trong lượt bố trí năm 1955, nó tham gia triệt thoái lực lượng Trung Hoa dân quốc khỏi quần đảo Đại Trần, Chiết Giang; rồi quay lại Viễn Đông vào năm 1956 và trong mỗi năm tiếp theo cho đến năm 1960. Vào năm 1957, chiếc tàu khu trục đã viếng thăm Australia và quần đảo Fiji; và trong năm 1958 đã tham gia chương trình thử nghiệm bom nguyên tử tại đảo Johnston cũng như tuần tra tại eo biển Đài Loan vào giai đoạn Trung Cộng bắn phá các đảo ngoài khơi và đe dọa đổ bộ lên Đài Loan.
Trong giai đoạn Chiến tranh Việt Nam, Cogswell đã bốn lượt được bố trí đến vùng biển Đông Nam Á.

### Phục vụ Hải quân Thổ Nhĩ Kỳ
Con tàu được cho xuất biên chế vào ngày 1 tháng 10 năm 1969 và được chuyển cho Hải quân Thổ Nhĩ Kỳ, nơi nó phục vụ như là chiếc TCG İzmit (D 342) cho đến năm 1981. Nó bị tháo dỡ sau đó.

## Phần thưởng
Cogswell được tặng thưởng chín Ngôi sao Chiến trận do thành tích phục vụ trong Thế Chiến II.